# Polignoto (pintor de vasijas)
Polignoto de Samos (activo aproximadamente entre 450 y 420 a. C.) fue un pintor de vasijas griegas de Atenas. Es considerado como uno de los más importantes pintores de cerámicas del estilo de figuras rojas del período alto clásico. Se formó en el taller del Pintor de los Nióbidas y se especializó en vasijas monumentales, a la manera del pintor Polignoto de Tasos, al que probablemente deba su nombre pero con el que hay que evitar confundirlo. Polignoto se distanció de su maestro y su círculo, punto de referencia tradicional para este autor y su obra, debido a la influencia de la contemporánea escultura fidiaca. El grupo de Heracles y un centauro representado en su stamnos de Londres, entronca con las metopas del Partenón. Su estilo es ecléctico y fácilmente confundido con los ceramógrafos que gravitaban en su taller: una docena a los que se le han atribuido  unos 170 vasos. John Beazley ha adjudicado un número parecido de cerámicas a un indistinto Grupo de Polignoto.
Las obras de Polignoto y su taller son de indudable importancia histórica para los vínculos que le permiten estar en la dirección de la tradición de la que descienden, y en la transmisión de estos últimos con respecto a sus desarrollos posteriores.
Entre los otros artistas de su taller, también formados en el del Pintor de las Nióbides (de cuyo taller e de Polignoto tal vez no fuera más que la continuación), se distinguen entre los más notables y originales, el Pintor de Peleo y el Pintor de Licaón. El Pintor de Christie, un poco más joven que el pintor anterior y contemporáneo del Pintor de Cleofonte, es reconocido como uno de los ceramógrafos más influyentes en la formación de los pintores de vasos de figuras rojas del sur de Italia.
Pintó principalmente vasos de gran tamaño como stamnos, cráteras, hidrias y ánforas de cuello, así como ánforas de Nola y pélices. 
Además de este famoso pintor de vasijas, existen otros dos pintores de cerámicas con el mismo nombre de Polignoto. En la literatura académica se les conoce como el pintor de Lewis y el pintor de Nausícaa.

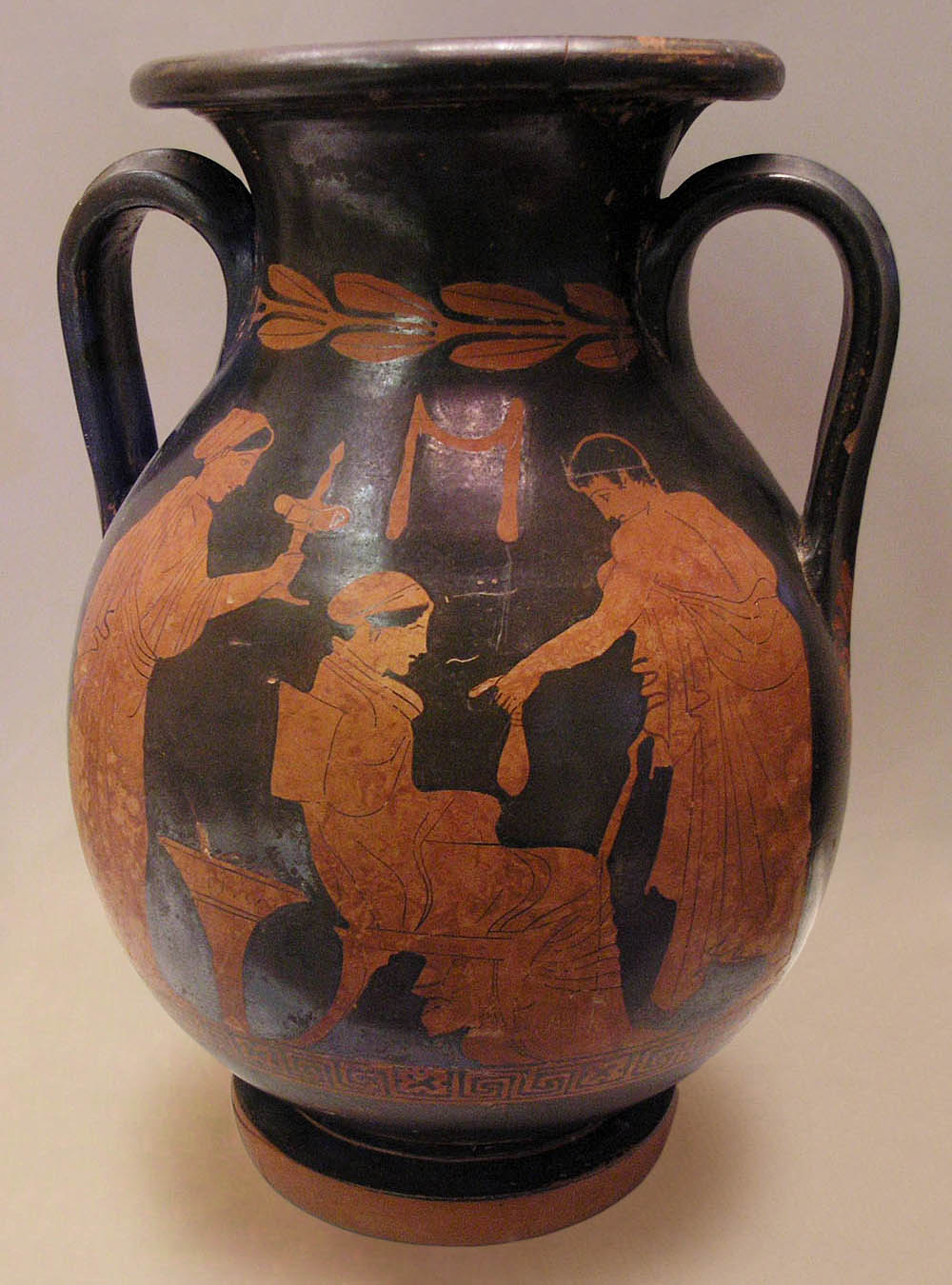
Atenas, Museo Nacional 1441: Pelike de Polignoto: Joven con una hetaira
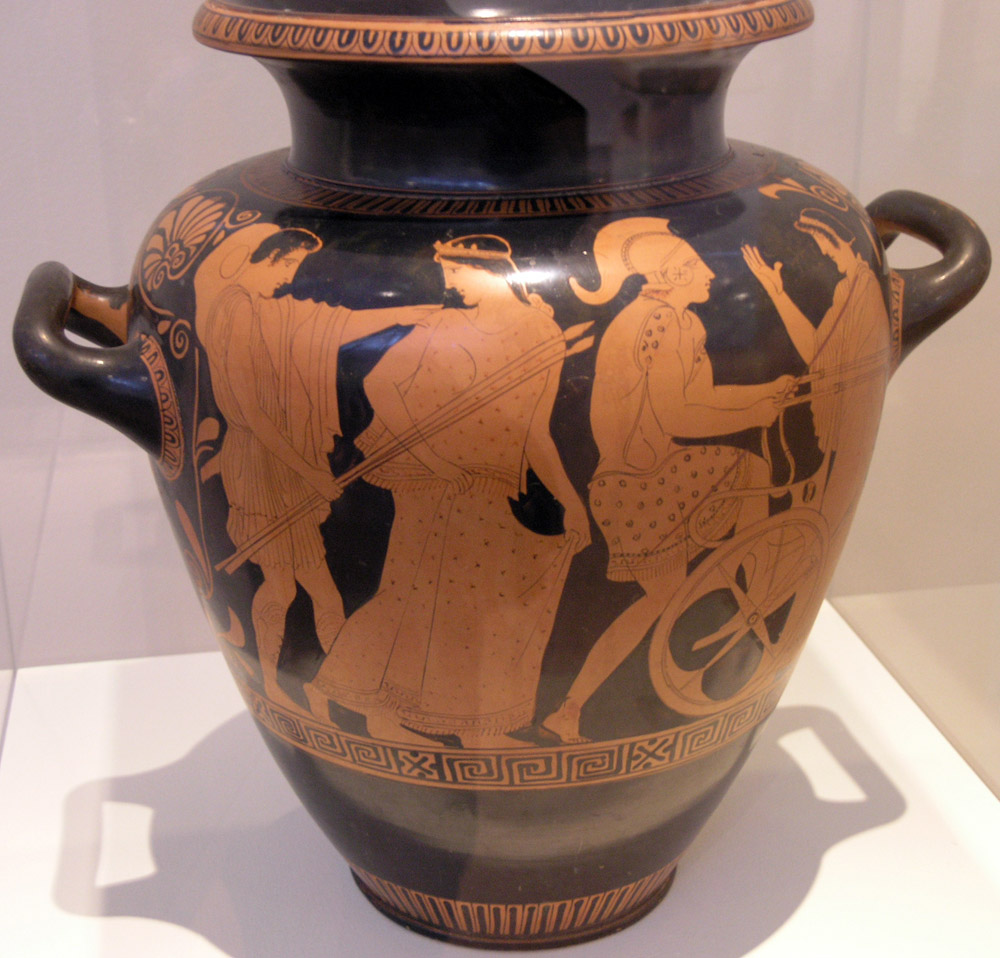
Atenas, Museo Nacional 18063: Stamnos de Polignoto: Teseo rapta a Helena
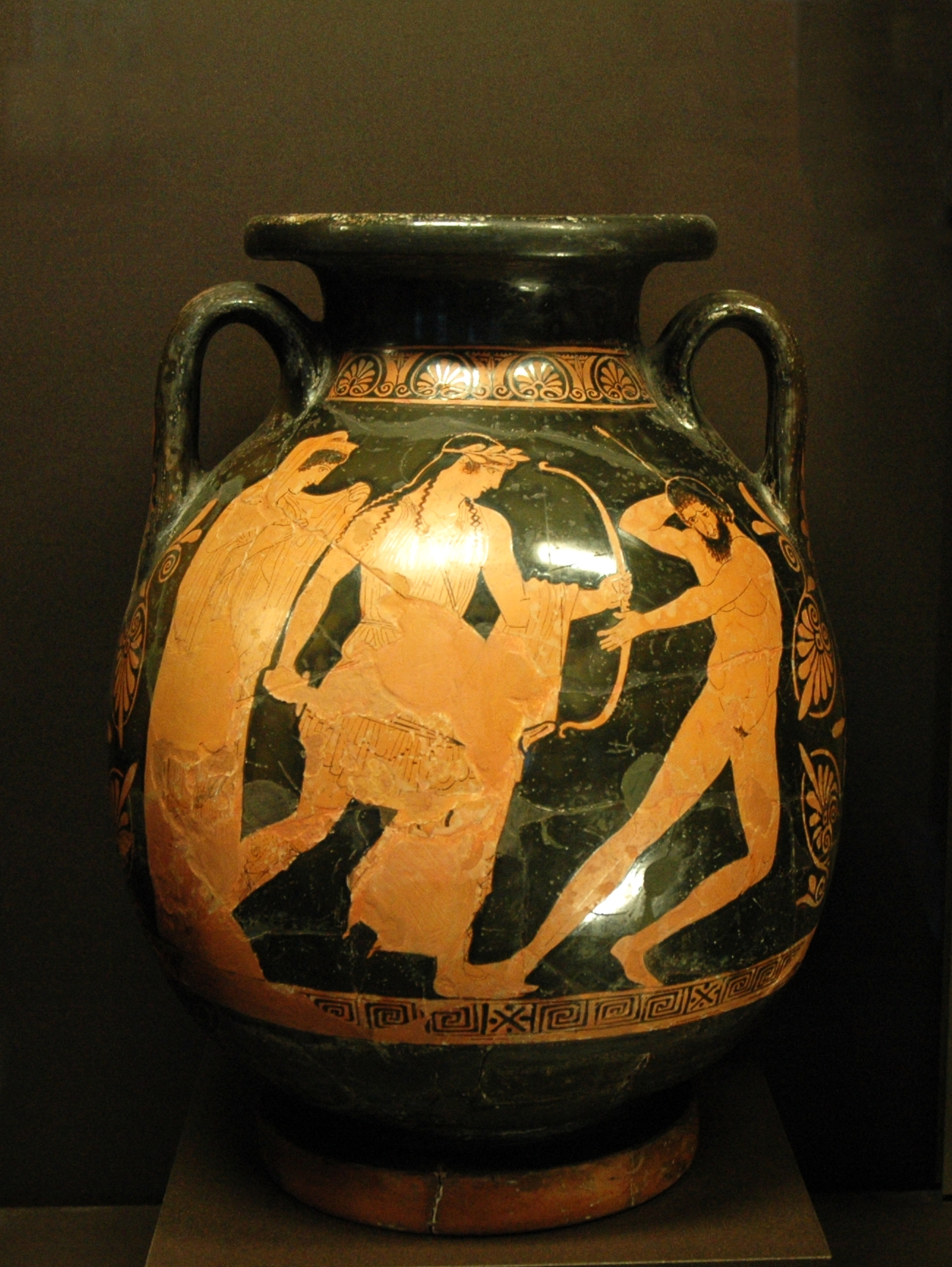
París, Louvre G 375:Apolo y Ticio. Pelike de Polignoto